# Communauté rurale de Guiro Yéro Bocar
Pour les articles homonymes, voir Guiro.
La communauté rurale de Guiro Yéro Bocar est une communauté rurale du Sénégal située au centre-sud du pays. 
Elle fait partie de l'arrondissement de Djoulacolon, du département de Kolda et de la région de Kolda.